# Korkeasaari
Korkeasaari (schwed. Högholmen) ist eine Insel in der finnischen Hauptstadt Helsinki, die den gleichnamigen Zoo der Stadt beherbergt. Mit mehr als 500.000 Besuchern pro Jahr ist Korkeasaari eine der beliebtesten Sehenswürdigkeiten Helsinkis. Neben den Tieren gilt die Lage des Zoos auf einer naturschönen Insel und die Überfahrt dorthin als wichtiger Bestandteil des Reizes eines Besuchs auf Korkeasaari. Der Zoo ist einer der ältesten der Welt.

## Geografie
Die 22 ha große Insel liegt etwa 1 km östlich der Halbinsel, auf der sich das Stadtzentrum Helsinkis befindet. Sie ist bewaldet und von den für die Gegend typischen Rundhöckern geprägt. Die wörtliche Bedeutung des Namens ist Hohe Insel.
Korkeasaari ist über eine Brücke mit der nördlichen Nachbarinsel Mustikkamaa verbunden, von wo über die Insel Kulosaari eine Verbindung zum Festland besteht. Auf diesem Wege ist der Zoo ganzjährig erreichbar, auch mit dem Bus. In der Sommersaison gibt es zusätzlich zwei Fährverbindungen, mit denen der Zoo direkt vom Marktplatz und von Hakaniemi aus erreicht werden kann.
Ab 2027 soll Korkeasaari über eine im Bau befindliche Neubaustrecke der Straßenbahn Helsinki eine direkte Verbindung erhalten. Mit dem Festland bzw. der östlichen Nachbarinsel Laajasalo wird Korkeasaari dann über Brücken verbunden sein. Außer der Straßenbahn sind die Brücken nur für den Fuß- und Radverkehr vorgesehen.

## Geschichte
Die früher nur sporadisch genutzte Insel wurde im 19. Jahrhundert zu einem beliebten Naherholungsgebiet für die Einwohner Helsinkis. Während des Krimkrieges wurde sie 1855 in ein militärisches Sperrgebiet umgewandelt und ein Pulverdepot gebaut, doch zehn Jahre später wurde die Insel wieder der Öffentlichkeit freigegeben. Ein regelmäßiger Fährbetrieb zur Insel wurde aufgenommen und es wurden ein Restaurant, eine Tanzfläche, ein Karussell und andere Freizeiteinrichtungen gebaut. Bald wurden auf der Insel auch Tiere gehalten, was schließlich im Jahr 1889 zu ihrer Umwandlung in einen Zoo führte.

## Zoo
Der Zoo auf Korkeasaari ist der älteste und größte Zoo Finnlands, auch wenn er im internationalen Vergleich eher bescheiden ist. Es werden etwa 150 Tierarten und Hunderte verschiedene Pflanzenarten aus aller Welt gehalten.